# Adolfo Grosso
Adolfo Grosso (Camalò, 17 dicembre 1927 – Ponte della Priula, 28 luglio 1980) è stato un ciclista su strada e pistard italiano.
Fu professionista tra il 1949 ed il 1957.

## Carriera
Corse per la Wilier Triestina, la Benotto, la Allegro e l'Atala, distinguendosi come passista. Le principali vittorie da professionista furono il Trofeo Baracchi nel 1949, in coppia con Fiorenzo Magni, la Milano-Torino 1950, due tappe alla Volta a Catalunya, una nel 1952 e una nel 1953, il Giro del Veneto 1952 e 1955, il Giro di Campania 1953, una tappa al Giro d'Italia 1954 ed una al Tour de Romandie 1956.
Morì per le conseguenze di un incidente stradale occorsogli il 15 luglio 1980 a Ponte della Priula, investito da un camion mentre era in sella alla sua bici.

## Palmarès
- 1948 (dilettanti)

Astico-Brenta
- 1949 (Wilier Triestina, due vittorie)

Coppa Caivano
Trofeo Baracchi (con Fiorenzo Magni)
- 1950 (Wilier Triestina, una vittoria)

Milano-Torino
- 1952 (Benotto, quattro vittorie)

7ª tappa, 2ª semitappa Volta Ciclista a Catalunya (Tona > Granollers)
Giro del Veneto
2ª tappa Giro dell'Argentina (Venado Tuerto)
11ª tappa Giro dell'Argentina (Rosario)
- 1953 (Benotto, due vittorie)

Giro di Campania
1ª tappa, 2ª semitappa Volta Ciclista a Catalunya (Sant Adrià de Besòs > Gerona)
- 1954 (Atala-Pirelli, una vittoria)

18ª tappa Giro d'Italia (Padova > Grado)
- 1955 (Atala-Pirelli, una vittoria)

Giro del Veneto
- 1956 (Atala-Pirelli, una vittoria)

1ª tappa Tour de Romandie (Ginevra > Sierre)

## Piazzamenti

### Grandi giri
- Giro d'Italia

1950: 63º
1951: 48º
1952: 41º
1953: ritirato
1954: 22º
1955: 42º
1956: ritirato
- Tour de France

1953: ritirato (5ª tappa)

### Classiche monumento
- Milano-Sanremo

1950: 65º
1951: 75º
1952: 37º
1953: 36º
1954: 65º
1955: 80º
1956: 43º
1957: 74º
- Parigi-Roubaix

1960: 47º
- Giro di Lombardia

1949: 15º
1950: 54º
1952: 5º
1953: 27º
1954: 70º
1955: 88º
1956: 46º
1957: 35º